# Nikołaj Gulajew (łyżwiarz)
Nikołaj Aleksiejewicz Gulajew (ros. Николай Алексеевич Гуляев; ur. 1 stycznia 1966 w Wołogdzie) – rosyjski łyżwiarz szybki reprezentujący ZSRR, złoty medalista olimpijski i złoty medalista mistrzostw świata.

## Kariera
Pierwszy medal na arenie międzynarodowej Nikołaj Gulajew wywalczył w 1987 roku, kiedy zwyciężył podczas mistrzostw świata w wieloboju w Heerenveen. Pozostałe miejsca na podium zajęli jego rodak Oleg Bożjew oraz Austriak Michael Hadschieff. W tym samym roku zwyciężył również na mistrzostwach Europy w wieloboju w Trondheim. Rok później wystartował na igrzyskach olimpijskich w Calgary, zwyciężając na dystansie 1000 m. W zawodach tych wyprzedził bezpośrednio Uwe-Jensa Meya z NRD oraz innego reprezentanta ZSRR, Ihara Żalazouskiego. Na tych samych igrzyskach był siódmy w biegu na 1500 m, a w biegu na 500 m upadł i zajął ostatecznie 36. miejsce. Brał też udział w igrzyskach w Albertville w 1992 roku, zajmując ósme miejsce w biegu na 1000 m. Czterokrotnie stawał na podium zawodów Pucharu Świata, odnosząc przy tym dwa zwycięstwa. Jednak w klasyfikacjach końcowych nigdy nie zajął miejsca w pierwszej trójce.
W 1987 roku otrzymał Nagrodę Oscara Mathisena. Dwukrotnie ustanawiał rekordy świata.